# Войкино (Татарстан)
Войкино — село в Алексеевском районе Татарстана. Административный центр Войкинского сельского поселения.

## География
Находится в западной части Татарстана на расстоянии приблизительно 27 км по прямой на юго-запад от районного центра Алексеевское у речки Актай.

## История
Основано в 1690-е годы. До революции упоминались три Войкино: Войкино № 1 (Стрижовка), Войкино № 2 (Хлуденовка) с мордовским населением и Войкино № 3 — с русским.

## Население
Постоянных жителей было: в 1782 — 103 души мужского пола, в 1859 — 890, в 1897 — 1628, в 1908 — 1950, в 1920 — 1749, в 1926 — 1137, в 1938 — 807, в 1949 — 675, в 1958 — 396, в 1970 — 463, в 1979 — 330, в 1989 — 227, в 2002 — 223 (русские 56 %), 206 — в 2010.